# C.T.O 프로젝트 더 서바이벌
《C.T.O 프로젝트-더 서바이벌》은 2020년 12월 31일부터 2021년 2월 18일까지 MBC M에서 방송된 중화 아이돌 한국 데뷔 서바이벌 프로그램이다.

## 참가자
- 스누피
- YC
- 션
- 제이윈